# Ailuravus
Ailuravus és un gènere extint de mamífers rosegadors de la família dels isquiròmids que visqueren a Europa durant l'Eocè, fa entre 40,4 i 55,8 milions d'anys. Se n'han trobat restes fòssils a Alemanya, França, el Regne Unit i Suïssa. Tenia una llargada de cap a gropa de 40 cm i una llarga cua de 60 cm. És un dels animals trobats al jaciment de Messel en tan bon estat que es poden apreciar els continguts del seu estómac. En el cas d'Ailuravus, fan pensar que era un folívor arborícola. El nom genèric Ailuravus significa ‘gat avantpassat’ i reflecteix el fet que en un primer moment fou descrit com un carnívor primitiu.